# めぐり、ひとひら。
『めぐり、ひとひら。』は、キャラメルBOXより発売されたアダルトゲーム作品。

## 歴史
- 2003年9月26日 - Windows用初回版 発売。特典：「キャラメルBOX主題歌コレクション」（テーマソング集CD）
- 2004年10月29日 - Windows用廉価版 発売
- 2006年8月29日 - Windows用ダウンロード版発売（DLsite.com Professional）
- 2009年5月1日 - Windows用ダウンロード版発売（キャラメルBOX公式DLストア）

## ストーリー
売れない画家として生計を立てている主人公の麻生智（苗字・名前共に変更可能）には自分に懐いている義妹の麻生こまがいた。幽霊が見えてしまう特異体質ゆえ周囲から避けられていた彼にとって、こまは数少ない理解者であり、味方だったが、三年前に智をかばって自ら命を落としてしまった。幼なじみで資産家令嬢の燕子花こりすは、こまのかわりに彼に寄り添い続けていたが、智の心の傷は癒えることは無かった。
ある冬の日。智は東京から遠く離れた田舎町・四季ヶ紫町に写生旅行のために訪れる。町外れにある、人々から忘れ去られたような神社・ゆかり神社を訪れた彼は、鳥居の上に座る不思議な少女を目にする。たどり着いた神社の本殿で、智はさらに驚くべき物を目にする。それはこまに瓜二つの姿の人形だった。そこへ先程の少女が現れ、自分はゆかり神社の祭神・結由姫乃命だと名乗り、人形は神社の御神体だと言う。その時、目を瞑っていた御神体の目が開き、智に「お兄ちゃん」と呼びかける。それは御神体を依代としてこの世に戻って来たこまだった。
とりあえず神社に滞在することを決めた智とこま。さらに後を追いかけるようにして東京からやって来たこりすも加わり、偶然出逢った、彼をご主人さまと慕う女中の幽霊・春野千草や謎めいた少女・咒吠君鏡花も加わってゆかり神社での賑やかな生活が始まる。しかし、それは永遠に続くものでは無く、別れの時は着実に近づいていたのだった。

## キャラクター
麻生智（あそう とも）〔オープニングで変更可能〕
主人公。東京在住。
写生の旅でゆかり神社を訪れ、それがきっかけでもう逢うことの出来ないはずだった義妹を始め、様々な出会いを果たす。
幽霊が見えるという「浄眼」の持ち主。そのため異国の血が混じっているわけではないが目が青い。人間関係の薄い幼年期を過ごしてきたが、人徳はあるようで訪れた町の人々の反応は悪くない（町が田舎であるからという事もあるが）。画家で、それなりの技量はあるが駆け出しなので、現在はまだ自称の域。主に描くのは人物画なのだが、前述した浄眼の影響から写生風景は主人公にしか見えていない人物画（つまり幽霊、ほとんど心霊写真）である事が多い。こまに対してはシスコン気味で、心配のあまり周囲の事が目に入らなくなることがある。一方でこまの料理には並みならぬトラウマを抱えており、身を守る術としてあの手この手でこまを台所から遠ざける。
本編での回想によると孤児院育ちであり、両親は実の両親ではなくいわゆる里親である。
麻生こま（あそう こま）
声 - みる
主人公の義妹。
三年前に主人公を庇って他界したはずだったが、ゆかり神社に奉納されていた御神体を媒体（依代）にして現世へと戻って来た。主人公のことは「おにいちゃん」と呼ぶ。性格は控えめで内向的。小柄で幼児体型。お兄ちゃんっ子で主人公を心から信頼している。献身的かつ努力家で、世話になった神社の再興の為に奔走した。また御神体に宿った事で得た縁結びの力で巫女として町の人々の力になったりと、それらの行動から町の人々には感謝と尊敬の意を込めて「こまさま」と呼ばれる事になる。家事は得意だが絶望的なレベルの味オンチ。炊事自体は出来るものの味が極めて壊滅的で、その矛先は大抵主人公とこりすに向けられ恐れられている。
同じく本編の解説によると主人公と同じ孤児院育ちで、主人公が引き取られたあと、一時的に別の孤児院に移ったが、後に妹として里親の父親に引き取られて来た。
結乃由姫命（むすびのゆえのひめのみこと）
声 - 芹園みや
ゆかり神社に祀られている女神（祭神）。
女神、というにはその容姿は小さな羽根を生やした幼女そのもの。普通の人間には視えず、視る事が出来るのは「浄眼」を持つ主人公と、彼に強い縁を持つ者のみ。性格も相応に幼い。今や廃れて久しい神社の再興を願っており、その為なら時に俗物的な行動に走る事もある。古語体のようなしゃべり方をする。好きなものは炬燵に蜜柑。主人公の事を「愚民」、こりすの事を「ぐみんなずけ」（「愚民の許婚」の略）と呼んでいる。こまのことは慕っているが、こりすとは仲が悪く喧嘩友達状態。
本人曰く、実は結乃由姫命本人ではなく、その従者である低級の神であるらしい。
燕子花こりす（かきつばた こりす）
声 - あおい和紀
主人公の許婚で幼なじみ。
燕子花家の令嬢。東京在住。父が高名な画商 で資産家の裕福な家庭の出だが、彼女の祖父と主人公の祖母の縁から幼少期からの幼なじみであり祖父が決めた許婚。主人公の事を「お兄様」と呼び慕っている。見目麗しい高貴な美貌の持ち主だが、体格ではこまと負けず劣らずの幼児体型。ゴスロリ風の衣装を好んでいる。性格は礼儀正しく上品だが少し意地悪。だが主人公の前では内に秘めた思いは非常に一途で献身的で主人公を侮辱する者は何者であろうと容赦しない。幽霊の類が大の苦手で全く幽霊らしくない千草にも初対面では硬直していた。お嬢様ながら庶民である主人公の為にと家事一切を習得しており、家庭料理（主に洋食）もお手のもの。また様々な教養を身につけており、武道の腕も超一流。その実力は彼の従者でありボディガードでもある全一をも遥かに凌ぐ。主人公の影響により千草や由の姿も視る事ができるが、由が神様だとは全く信じておらず、「生意気なおチビちゃん」としてよくからかっている。
咒吠君鏡架（じゅはいぎきょうか）
声 - 鈴田美夜子
正体不明の黒髪の美女。
その正体はゆかり神社にかつて奉納されていた御神刀の化身。非常に無口で感情の起伏がほとんどない。自分から会話する事は無いが話しかければ反応はしてくれる。根本的には無垢な性格。服の着方もろくに知らなかった（頭にパンツ、もんぺの上にブルマを穿いていた）り、雪の降る寒空の下で着ていた着物が着られなくなったからと全裸で佇んでいたりと、常識では考えられないほど常識を知らない。何事にも無関心だが、彼女自身は何か明確な目的があるようで、ある人物を常に観察している。千草は彼女に面識があるらしく、「かむろちゃん」と呼び慕うが、鏡架の方には覚えが無い。なお千草曰く、「かむろちゃん」は過去のゆかり神社の巫女の名前である。
春野千草（はるの ちぐさ）
声 - 木葉楓
町に出没する女中の幽霊。
ある経緯から主人公を自分の主人と勘違いしてとり憑いてしまう（守護霊化）。とはいえ、普段は屋敷で家事を担当しているので、とり憑かれているという認識はあまり無い。主人公に呼ばれると即座に現れるが、現れる時は常に主人公の首筋に抱きついて現れてくる。本人は普通に壁をすり抜けたりしているが、自分が幽霊であるという自覚は無い。なお、彼女が物に触れることが出来るのは主人公の浄眼によるもの。彼女がまだ町を彷徨っている頃、多くの町民に目撃されていたようで、三日に一人は彼女を目撃され、半ば名物にされていた。童顔巨乳で性格は非常におっとりでかなりの天然だが、包容力豊かな大人の女性でもある。誰よりもみんなの事をよく見守っている。「うふふ～」と笑うのが口癖。生前は女中として過ごしてきたので家事全般はプロ級の腕前。
紫姫（ゆかりひめ）
声 - みる
こまの依代（よりしろ）となった御神体の、本当の姿。見た目はこまと瓜二つであるが、雰囲気は全くと言っていいほど異なり、妖艶である。由によれば、後述の識神視の末裔とは恋仲にあったとの事。
識神視の末裔
声 - なし
ゆかり神社の最後の神主で千草の主人。歴代の識神視の中でも秀でた才能の持ち主であり、紫姫の存在を感じるだけではなく、直接見たり触れたり、会話することが出来るほどの才能の持ち主だったが、突如失踪してしまい、図らずも末裔になってしまった。紫姫からは御前様と呼ばれていた。名の知れた刀匠でもあった。
翁俊信（おきな としのぶ）
声 - 中澤アユム
気さくな好青年。
優男のような風貌ながら町医者を務める青年で、口調は軽いが義理堅く誠実な人柄が町の人々に好まれている。本人曰く以前は東京の病院で勤務していた時期もあったが、自分が愛する町のことが気掛かりで帰郷したらしい。主人公が町に訪れて最初に出会った町の人で、主人公を新しく来た宮司と勘違いしたのをきっかけに知り合う。都会の、いわゆるオタクな風習にどこかズレた憧れを抱いており、主人公が普通の人には見えない存在（由や千草）と会話している姿を見て、主人公の事を「お師匠様」と呼び崇拝する。霊感は無いので由や千草の姿を見ることは出来ない。
昔は町では有名な暴走族の総長で、隣町のグループを壊滅させるなど、それなりに荒れていたらしく、その名は今でも町の不良に幅を利かせている。
円全一（つぶら ぜんいち）
声 - 秋田邦彦
こりすの従者。
幼少にこりすの祖父から受けた大恩から、こりすだけの従者となり常に陰からこりすを補佐する寡黙な青年。祖父の意向から彼だけは現当主の命令も通用しない。主人公曰く「もう一人の幼なじみ」。身体能力や情報収集能力など多方面において有能な人材で、こりすからも信頼されている。本編では帯刀もしていた。今回のこりすの外出に際し全一はこりすに置いて行かれてしまったのだが、こりす曰く「いつの間にか傍に控えていた」そうで早々に合流。こりすが主人公だけに執着するように、全一もこりすを第一に考えて行動している。それはひいてはこりすが最も大事にする主人公にも同様に扱われる。
純（じゅん）
声 - 芹園みや
町の子供。
双葉の兄でよくやんちゃな妹の世話を焼いている。こまが大好き。
双葉（ふたば）
声 - 鈴田美夜子
町の子供。
純の妹で幼い故の言動で色々と兄にかばわれている。こまが大好き。

## 用語
四季ヶ紫町（しきがし）
本作の舞台。とある雪国の山間部の田舎町。主人公が写生旅行のために訪れ、そのまま後述のゆかり神社に居住することになった町。俊信が主人公たちに語ったところによると、かつては町を貫く河から良質な砂鉄が採れたため、刀鍛冶が盛んで、たたら製鉄に携わる人足や、銅を目当てに多くの人が集まったのが町の始まりらしい。現在は刀剣は必要とされないため、農産物が主要な生産品になっている。東京からはかなり離れている模様。鉄道駅はあるが無人駅で、駅前には商店もほとんどないため、買い出しの際は後述の国道沿いの商店街まで出る必要がある。当初主人公が町民に聞いて回ったところによると、これといって何も名所が無い町と住民からはみなされている。どことなく懐かしい雰囲気の昔ながらののんびりとした田舎町とされており、東京から来た余所者である主人公やこりすも歓迎されているため、排他的な土地柄ではない様子。また翁によれば、季節が冬が中心になっており、例え夏場になっても身震いするような寒い風が吹いたり、春になっても多くの住民は冬服のままなど独特の気候になっている。
ゆかり神社
主な舞台になる神社。町外れのかなり山奥に位置している。由はここの祭神。創建はかなり古く規模も町の規模と比べて大きく、歴代の神職が住むための大きな屋敷が敷地内に立っている。入り口には朱塗りの立派な鳥居と長い石段があり、その先が境内になっている。由曰く元々は遠くからも参拝客が訪れる日本屈指の神社だが、現在は見る影も無く寂れ、町民すらその存在を忘れられている。本殿にはこの神社の御神体である木彫りの等身大の人形が置かれているが、その姿はなぜかこまそっくりだった。現在は本殿は本人のたっての希望でこまの部屋になっている。敷地内には温泉が湧いており、さらに裏手にはかつてこの地を襲った大妖が封じられた鳥居が立つ滝と湖がある。
翁医院（おきな）
四季ヶ紫町にある唯一の医療機関。本編中の千草の主人に関する聞き込みシーンで登場。俊信はこの医院の三代目院長を務めている。商店街にある色あせた白亜の建物で、病院と言うよりは診療所に近い。俊信曰く本来の専門は外科だが、他に医療機関は周辺に無いため症状に関わらず色々な患者が担ぎ込まれる。
御刀山（みとうざん）
ゆかり神社がある山。俊信によれば一つの山ではなく周囲一帯の山々を指すらしい。主人公の独白によれば本来の読みは「みとうざん」だが地元住民（特に若者）からは「ごとうさん」と人名のように呼ばれている。俊信が主人公に語ったところによれば、千草は「御刀山の幽霊」としてかなり昔 から地元では知られているらしい。
商店街
町で唯一と言っていい買い物スポット。本編の主人公の独白によれば、一般的な商店街とは違って駅前ではなく国道の裏手にある。町で一番人が集まる場所でもあり、「ほかほ〜か弁当」という名前の弁当屋や蕎麦屋などの飲食店、クリーニング店などが軒を連ねている他、こまの服を買った店もある。
浄眼（じょうがん）
主人公が持つ能力。由曰く幽霊や妖怪、神霊などの人ならざるモノたちの正体を看破出来る能力のこと。一般的には見鬼の能力とも呼ばれる。この場合の“鬼”はいわゆる一般的な鬼では無く、大陸での本来の意味で幽霊を指す。本来この能力が無ければ一般的な幽霊や神霊を見ることは出来ないが、その能力を持つ者に近しい者（由によれば絆で結ばれている者）ならば同様の能力を持つこともある（伝染するわけではない）。
識神視（しきがし）
ゆかり神社の関係者が代々持っている特殊能力。読んで字の如く、神霊や妖などの人ならざる不可視の存在を感じたり、見られる能力のこと。前述の浄眼を持っていることが条件。世間一般で言うところの霊感や霊視能力に近い。町の名前と読みが同じことから、かつてはこの地域では広く認識されていた存在と思われるが、現在はほとんど知られていない。
紫逆様の祟り（しざからいさま）
四季ヶ紫町周辺で広く知られる民話。それほど古い民話ではなく、戊辰戦争が終わってまもなくの頃の出来事とされている。前述の御刀山に纏わるもので、本編での解説によると以下のような内容になっている。かつては御刀山は仲良しの2つの山が合わさって1つになったものであり、その周辺にも多くの山々が寄り添っていた。それを見た神様が山々の絆を結ぶ紫（ムラサキ）の花を双方の山に植えたが、ある日2つの山が口喧嘩を始め、仲裁しようとした周囲の山々に理由を聞かれると、相手が神様が植えてくれた花を枯らしてしまったと言い張った。そっぽを向いた山は次第に分裂してしまい、さらに根気よく2つの山を仲裁していた周囲の山々の花までもが枯れ、互いに言い争った結果、山々は完全にバラバラになってしまい、村人にもどれがどの山か分からなくなってしまった。それを嘆いた村人たちは元々の2つの山の周辺の山々をまとめて御刀山と呼び、かつての仲良しだった山々を懐かしんだというもの。老若男女問わず知られており、周辺の地域では仲違いが起こると「紫逆様の祟り」と呼んでいる。
紫縁祭（しえんさい）
年に一度開かれる祭。俊信の解説によれば、元々はゆかり神社の境内で行われていたが、近年は神社の存在が忘れられてしまったことに伴い、市街地である商店街で行われる形に移行しており、主催者も神社の関係者から町内会に移行していた。ふいご祭りと縁結びの祭の2つの側面が合わさった祭だが、本来は結由姫乃命を称えるものだった。俊信の提案で、ゆかり神社の境内で行われることになった。

## スタッフ
- シナリオ：朱門優
- 作画：のり太

### 楽曲
音楽：山本秀樹
- OP：奇跡の絆 - 作詞：下田芳裕　作曲：山本秀樹　歌：榊原ゆい
- ED：PIECE of Love - 作詞：下田芳裕　作曲：山本秀樹　歌：浅海梨江
- BGM
  - 02.麻生こま
  - 03.燕子花こりす
  - 04.結乃由姫命
  - 05.咒吠君鏡架
  - 06.春野千草
  - 07.四季ヶ紫町
  - 08.ゆかり神社
  - 09.僕らの帰る場所
  - 10.恵みの夢
  - 11.胸の奥に木霊する笑顔
  - 12.「皆」ということ
  - 13.触れ合いの向こう側
  - 14.日常の心悸
  - 15.不躾な旋律
  - 16.互いの距離と眼差しと
  - 17.激昂の夜空
  - 18.ひとりぼっちの欠片
  - 19.なみだのゆくえ
  - 20.不器用な愛情たち
  - 21.こころの流れゆく場所
  - 22.木漏れ日に回る風車
  - 23.紫の花咲く祭り
  - 24.聖たちの和毛
  - 25.めぐりゆく輪
  - 26.夢幻の只中
  - 27.あやかしのうた
  - 31.奇跡の絆（Off Vocal）
  - 32.PIECE of Love（Off Vocal）

## 関連商品
- 「めぐり、ひとひら。」ORIGINAL SOUNDTRACK

## 備考
- シナリオ担当の朱門優にとっては前作にあたる、キャラメルBOX同様姫屋ソフトのブランドであるシーズウェアから発売された『黒と黒と黒の祭壇～蟲毒～』とは設定上リンクしている部分がある。
- ゲームをクリアすると入れるようになる「開発室」でレジストリの変更による各種の設定変更（かなり多岐にわたる）が紹介されているが、方法が方法だけに「あくまでも自己責任において変更するように」とのことである。
- 初回版に同梱されている音楽CD「キャラメルBOX主題歌コレクション」には前作『BLUE』のOPとEDがフルコーラスで収録されている。
- 上記のCDは『BLUE』のOP・EDはフルコーラスで収録されているが、本作のOP・EDはゲーム中に演奏されるショートバージョンで収録されている。
- 本作の初回版のパッケージはDVDトールケースに紙製カバーがかぶせられたものである。
- 『キャラメルBOX やるきばこ』に収録されている『処女はお姉さまに恋してる』おまけシナリオのひとつ「卒業旅行に行きましょう!」は、温泉旅館「ゆかり温泉」が舞台になっており、本作の背景グラフィックが流用されている。
- 公式HPにて、暗黒絵師ヨダによるいわゆる「ヨダ絵」の初作品であるパロディ4コマ漫画「ぬぐり、ひとひらり。」が掲載されている。
- 本作の制作取材としてスタッフ一同が埼玉県秩父を訪れている[4]。

## 註
1. ↑  本編の主人公の解説によると、正確には燕子花家第12代当主。
2. ↑  由曰く、少なくとも130年間（こりすの計算では幕末から明治時代の戊辰戦争の頃に当たる）は無人の状態が続いている。
3. ↑  俊信の話によれば彼の曾祖父の頃から
4. ↑  キャラメルBOX ｢めぐり、ひとひら。｣取材日記